# 和田薫 (作曲家)
和田 薫（わだ かおる、男性、1962年5月5日 - ）は、日本の作曲家、編曲家、指揮者。
山口県下関市出身。
純音楽作品（クラシック・現代音楽）の他、映画音楽、アニメ音楽、ゲーム音楽などを手がける。映画音楽（実写）の代表作に『忠臣蔵外伝 四谷怪談』、アニメの代表作に『ゲゲゲの鬼太郎』（第4シリーズ）、『金田一少年の事件簿』、『学校の怪談』、『犬夜叉』、『D.Gray-man』『逆転裁判 〜その「真実」、異議あり!〜』、『らんま1/2』（2024年版）など、ゲームの代表作に『キングダム ハーツ シリーズ』、『モンスターハンター4』（オーケストレーション）など。

## 経歴
- 1981年 山口県立豊浦高等学校卒業。
- 1985年 東京音楽大学音楽学部作曲科を首席で卒業。伊福部昭と池野成に師事[1]。
- 1995年 映画『忠臣蔵外伝 四谷怪談』で第18回日本アカデミー賞優秀音楽賞を受賞[2]。

## 作風
重厚なオーケストレーションに邦楽器や民族楽器を取り入れたエスニック色彩の音色が特徴。
アニメ音楽は『ゲゲゲの鬼太郎』『犬夜叉』『学校の怪談』など妖怪・ホラーをテーマにした作品のほか、『レレレの天才バカボン』などのコミカルな作品も得意とする（『ゲゲゲの鬼太郎』では管弦楽と邦楽器を併用することにより、妖怪の世界を表現し、その手法は第5シリーズにも受け継がれている。この手法をさらに昇華させたのが『犬夜叉』である）。
楽器本来の音色を重んじており、シンセサイザーは独自の音色（実在する楽器では表現できない音色）を奏でる際にのみ使用する。
2003年には著名な音楽家7人とともに、『犬夜叉』の音楽を管弦楽に編曲したCD『Wind 犬夜叉 交響連歌』を発売した。
また管弦楽のみならず吹奏楽も、作曲家活動の最初期から継続的に手がけている。東京音楽大学在学中に作曲した『吹奏楽のための土俗的舞曲』は1984年度全日本吹奏楽コンクール課題曲の公募で選出された作品であるが、その後に同作の管弦楽編曲版を終曲とした『オーケストラのための民舞組曲』へと発展しており、両作とも初期の代表作の一つとなっている。他にも自作の管弦楽から吹奏楽、あるいは吹奏楽から管弦楽への編曲を多数行っており、『犬夜叉』の音楽の吹奏楽用編曲も自ら行っている。さらに師である伊福部昭の作品『ラウダ・コンチェルタータ』や『ゴジラ』の音楽の吹奏楽用編曲なども行っている。

## 家族
- 中川亜紀子（妻、声優） - 中川は夫である和田が担当する作品にも出演している。役柄は『金田一少年の事件簿』（七瀬美雪）、『犬夜叉』（日暮草太）である。

## テレビ出演
- 題名のない音楽会、NHK名曲アルバム、NHKみんなの童謡：アレンジャー。
- 名曲探偵アマデウス：第70回「禿げ山の一夜」に楽曲解説で出演。

## 主な作品

### 演奏会用作品
- 吹奏楽のための土俗的舞曲（1984年度全日本吹奏楽コンクール課題曲／2012年改訂）
- オーケストラのための三つの断章（1986年）
- フルート、ハープ、打楽器のための相掛（1987年）
- オーケストラのための民舞組曲（1987年）[1]
終曲の「土俗的舞曲」は『吹奏楽のための土俗的舞曲』の管弦楽編曲版
- 笛と邦楽打楽器、西洋打楽器のための楽市七座（1988年）
- 6人の打楽器奏者のための打響聲應（1989年）
- 交響詩 “天地人”− 交響管絃楽のための − (1995年)
  - 吹奏楽のための交響詩 “天地人”（上記作品の吹奏楽編曲版）
- オーケストラとパイプオルガンのための交響頌詩〈飛翔天〉（1996年）
- 管絃楽のための交響的印象［海響］（1998年）
  - 吹奏楽のための交響的印象［海響］（上記作品の吹奏楽編曲版）
- シンフォニック・ファンファーレ―杉並区民のための―（2003年）
- 津軽三味線とオーケストラのための“絃魂”（2003年）[1]
- オーケストラ探訪記 – 日本の歌でつづる管弦楽入門 –（2004年）
- 語りと五つの楽器のための詩劇「はなれ瞽女おりん」（2004年）
- 海によせる3つの断章 − 金管アンサンブルと打楽器、ピアノのための −（2005年）
- 和楽器オーケストラのための三連譚“熾・幻・舞”（2006年）
- 協奏的3つの断章“序破急” − ティンパニ、打楽器、二人の和太鼓と管楽器のための −（2006年）
- 交響的序曲 “祝祭の時”（2007年）
  - 吹奏楽のための交響的序曲 “祝祭の時”（上記作品の吹奏楽編曲版）
- 独奏ヴァイオリンのための“譚歌 I”（2007年）
- 独奏ヴァイオリンのための“譚歌 II”（2007年）
- 鹿鳴新響 − 2本の尺八とチェロ、打楽器のための −（2007年）
- 3つの映像からの 音像三連（2007年）
- 協奏三章〈鼓神〉− 和太鼓と吹奏楽のための −（2007年）
- 和太鼓と打楽器アンサンブルのための〈鼓神 II〉（2008年）
- “遠音”アルトフルート、イングリッシュホルン、ホルンと管楽オーケストラのための合奏協奏曲（2008年）
- チェロとオーケストラのための 祷歌（2009年）
- 和太鼓とオケのための協奏的断章“鬼神”（2009年）
- ある詩人の三つの詠懐− 金管六重奏のための −（2009年）
- 独奏ヴァイオリンのための“譚歌 III”（2009年）
- 独奏ヴァイオリンのための“譚歌 IV”（2009年）
- 金管アンサンブルと打楽器のための二章“海神”（2009年）
- 狂った愛（2009年）
- 秋夢譚（2009年）
- 吹奏楽のための交響組曲「空へ —救いの翼 RESCUE WINGS—」（2009年）
映画『空へ-救いの翼 RESCUE WINGS-』の音楽を基にする
- 童謡詩劇「うずら」（2010年）
- 独奏ヴァイオリンのための“譚歌 V”（2010年）
- 海へのファンファーレ -金管アンサンブルと打楽器のための-（2010年）
- 吹奏楽のための祝典序曲“嶽響”（2010年）
- オーケストラとお話による音楽ファンタジー「つるのおんがえし」（2011年）
- 旗の下に（2011年/山口国体入場行進曲）
- 祝鐘の時（2011年/山口国体入場行進曲）
- 維新発動！（2011年/山口国体入場行進曲）
- 吹奏楽のための俗祭（2011年/バンド維新）

### テレビアニメ・OVA
- 星猫フルハウス（1989年）
- 朱鷺色怪魔（1989年）
- RPG伝説ヘポイ（1990年）
- サイレントメビウス（1991年）
- 3×3 EYES（1991年）
  - 3×3 EYES 〜聖魔伝説〜（1995年）
- 魍魎戦記MADARA（1991年）
- 宇宙の騎士テッカマンブレード（1992年）
- 機神兵団（1992年）
- 獣兵衛忍風帖（1992年）
- 疾風!アイアンリーガー（1993年）
- 銀河戦国群雄伝ライ（1994年）
- マーズ（1994年）
- いじわるばあさん（1996年）
- ゲゲゲの鬼太郎（1996年） - 鬼太郎の吹くオカリナと第3話のギター演奏も担当
  - 墓場鬼太郎（2008年）
- バージンロード
- 金田一少年の事件簿（1997年）
  - 金田一少年の事件簿R（2014年、2015年）
- ニーベルングの指環〜ハーロック・サーガ〜ラインの黄金（1998年）
- ロードス島戦記-英雄騎士伝-（1998年）
- To Heart（1999年）
- レレレの天才バカボン（1999年）[4]
- からくりの君（2000年）[5]
- 犬夜叉（2000年）
  - 犬夜叉 完結編（2009年）
  - 半妖の夜叉姫 壱の章（2020年）
  - 半妖の夜叉姫 弍の章（2021年）
- STRANGE DAWN（2000年）
- 学校の怪談（2000年）[6]
- プリンセスチュチュ（2002年）
- ギルガメッシュ（2003年）
- 絢爛舞踏祭 ザ・マーズ・デイブレイク（2004年）
- SAMURAI 7（2004年）[7]
- 甲虫王者ムシキング 森の民の伝説（2005年）
- プレイボール（2005年）
  - プレイボール2nd（2006年）
- D.Gray-man（2006年）
  - D.Gray-man HALLOW（2016年）
- キャシャーン Sins（2008年）
- 聖闘士星矢 THE LOST CANVAS 冥王神話（2009年）
  - 聖闘士星矢 THE LOST CANVAS 冥王神話 第2章（2011年）
- 逆転裁判 〜その「真実」、異議あり!〜（2016年、2018年）
- パズドラ（2018年）
- テスラノート（2021年）[8]
- らんま1/2 (2024)（2024年）[9]

### アニメ映画
- サイレントメビウス
  - サイレントメビウス2
- 獣兵衛忍風帖
- ドラゴンクエスト列伝 ロトの紋章
- ゲゲゲの鬼太郎 大海獣
  - ゲゲゲの鬼太郎 お化けナイター
  - ゲゲゲの鬼太郎 妖怪特急!まぼろしの汽車
- 鬼太郎誕生 ゲゲゲの謎（作曲:川井 憲治、シネマ・コンサートのオーケストレーション。大阪公演のみ指揮も担当）[10]
- 金田一少年の事件簿
  - 金田一少年の事件簿2 殺戮のディープブルー
- 犬夜叉 時代を越える想い
  - 犬夜叉 鏡の中の夢幻城
  - 犬夜叉 天下覇道の剣
  - 犬夜叉 紅蓮の蓬莱島
- ドットハック セカイの向こうに（オーケストレーション）
- The Journey

### 実写映画・OV
- ゴジラvsキングギドラ（作曲協力：ノンクレジット）
- ゴジラVSモスラ（作曲協力：ノンクレジット）
- サイレントメビウス外伝 幕末闇婦始末記
- 忠臣蔵外伝 四谷怪談
- 宮澤賢治 その愛
- 花のお江戸の釣りバカ日誌
- 郡上一揆
- ミスター・ルーキー
- 北辰斜にさすところ
- ラストゲーム 最後の早慶戦
- 空へ-救いの翼 RESCUE WINGS-
- 鶴彬-こころの軌跡-
- ハードロマンチッカー
- ノー・ヴォイス
- ホコリと幻想
- この道

### ゲーム
- 交響組曲アクトレイザー（オーケストレーション）
- キングダム ハーツ シリーズ（オーケストラアレンジ）
  - キングダム ハーツ(主題歌『光』の指揮とオーケストレーション)
  - キングダム ハーツ チェイン オブ メモリーズ
  - キングダム ハーツ Re:チェイン オブ メモリーズ
  - キングダム ハーツII(主題歌『Passion』のオーケストレーション)
  - キングダム ハーツ 358/2 Days
  - キングダム ハーツ コーデッド
  - キングダム ハーツ Re:コーデッド
  - キングダム ハーツ バース バイ スリープ
  - キングダム ハーツ 3D ［ドリーム ドロップ ディスタンス］
  - キングダムハーツIII(主題歌『誓い』と『Face My Fears』のオーケストレーション)
- モンスターハンター4（オーケストレーションと指揮）
- アスラズ ラース（オーケストレーション）
- モンスターハンター ストーリーズ（オーケストレーション）
- 百華夜光
- ファイナルファンタジーXV（オーケストレーション）

### その他
- まごころ（クラシックギター独奏） - ウド鈴木（UDO名義）のため作曲
- SMAP初ミュージカル「聖闘士星矢」

## 受賞歴
- 日本交響楽振興財団作曲賞
- 国際現代音楽作曲家コンクール入選
- 第18回日本アカデミー賞優秀音楽賞[2]